# HD 41335
HD 41335，又名BD-06 1391，SAO 132793、HR 2142，是一颗恒星，视星等为5.21，位于銀經213.6，銀緯-13.54，其B1900.0坐标为赤經5h 59m 21.9s，赤緯-6° -13.54′ 17″。